# Епитафи Стојановићима на гробљу Рајковача у Ртарима
Епитафи Стојановићима на гробљу Рајковача у Ртарима представљају вредна епиграфска и фамилијарна сведочанства преписана са старих надгробних споменика у доњодрагачевском селу Ртари, Oпштина Лучани.
Стојановићи су један род са Радосављевићима. Потекли су од Стојана, најстаријег сина Милована Радосављевића који је са супругом Стаменом имао синове Вучету, Ђока и Петра.
Према Државном попису имовине и становништва Кнежевине Србије из 1862/63. у домаћинству Стојановића живела су сва три брата са породицама и осамдесетогодишњом мајком Стаменом. Задруга Стојановића била је једна од највећих и најбогатијих у селу - по имању спадала је у IV, а по приходу V класу.
Стојановићи су имали доста деце, нарочито мушке, па је ова економски снажна фамилија у другој половини 19. века брзо напредовала.
Између два светска рата, а нарочито после 1945. године доста Стојановића одсељено је у Јездину и Чачак.  Осим у Ртарима, Стојановића данас има у Чачку, Београду и Новом Саду. Славе Лучиндан.
Споменик Вучети Стојановићу (†1872)
Овде почива раб бож
ВУЧЕТА Стојановић
поживи 71 г.
умро 1872 г
Споменик Дмитри Стојановић (†1892)
Овде ДМИТРА
жена Вучете Стојановић
пож. 70
умре 27 децембра 1892 г.
Споменик Николији Стојановић (†1889)
Овде почива раба божи
НИКОЛИЈА
супруга Јована Стојановића
пожи. 58 г.
умре 1889
Спомен подигоше јој унуци
Мијаљко и Милојко
Споменик Миловану Стојановићу (†1898)
ПР. ЧЕ Четовођа
Овде почивају земни остатци
МИЛОВАНА Стојановића
поживи 43 г
а умре 28 децембра 1898 год.
Спомен подигоше браћа
Стеван и Богосав
Споменик Цмиљки Стојановић (†1907)
Овде почивају земни остатци покој.
ЦМИЉКЕ
супруге Стевана Стојановића из Ртара
која поживи 45 год
а умре 30 марта 1906 г.
Бог да јој душу прости
Спомен овај подигоше јој
(даље оштећено)
Споменик Јовану Стојановићу (†1907)
Овде почива раб: божи
ЈОВАН Стојановић из Ртара
поживи 61 г.
умре 2 априла 1907 г.
Овај спомен подиже му син Радосав
РАДЕНКО
син Јованов
пож. 18 г.
Споменик Томанији Стојановић (†1910)
Р.Б.
ТОМАНИЈА
супруга Добросава Стојановића
пож. 40 г.
умре 1910. г.
Спомен јој подиже муж Добросав
Споменик девојчици Винки Стојановић (†19??)
Овде ВИНКА
кћи Милице и Сава Стојановића из Ртара
поживи 11 г.
умре 20 августа (даље оштећен натпис)
Спомен подиже отац и стриц Драгутин
Споменик Стојановићима: Видоју (†1912), Драгутину (†1912), Јездимиру (†1912), Милеви (†1914) и Миловану (†1957)
Овде почива
ВИДОЈЕ Стојановић
пож. 20 г
а умре 1912 г.
отац му
ДРАГУТИН
пож. 54. г.
погино 1912 год.
мајка му МИЛЕВА
пож. 56 год.
а умре 1914.г.
брат му ЈЕЗДИМИР
пож. 19 год.
а умре у мају 1912. г.
синовац му МИЛОВАН
а син Миланов
пож. 18. г.
а умре 1957 г.
Спомен им подигоше наследници
Милојко и Милан
Споменик девојчицама Добринки (†19??) и Радулки Стојановић (†1915)
Овде је ДОБРИНКА
кћи Радосава и Живане Стојановић
поживи…
РАДУЛКА
поживи 5 год
умре 28 јануара 1915 год.
Спомен подигоше им браћа
Мијаљко и Милојко
Споменик Добросаву Стојановићу (†1918)
Овде лежи тело
ДОБРОСАВА Стојановића из Ртара
часно поживи 54 год.
а престави се у вечност 7 децембра 1918 године.
Бог да му душу прости
Оцу и браћи спомен подиже
Радомир Стојановић трговац из Чачка
са својом породицом за успомену
и дуго сећање своме оцу и браћи.
Споменик Стојановићима: војнику Владимиру (†1915) и седамнаестогодишњем Станимиру (†1918)
Видите браћо успомену моју
уписату на мог оца гробу покој.
ВЛАДИМИРА Стојановића
поживи 20 године
а престави се 1 марта 1915 год.
у Приштини војник сталног кадра.
Са ове стране лежи тело покојног
СТАНИМИРА Стојановића из Ртара
поживи 17 год.
а престави се у вечност 8 децембра 1918 год.
Бог да га прости
Споменик Јелисавети Стојановић (†19??)
Пред овим спомеником почива пок.
ЈЕЛИСАВЕТА
супруга пок. Стевана Стојановића из Ртара
која часно поживи 55 г.
Овај спомен подигоше јој
синови Обрад и Драгиша и кћи Драга
Споменик Стевану Стојановићу (†1925)
Пред овим спомеником почива
СТЕВАН Стојановић из Ртара
кои часно поживи 75 година
а умре 1925 године
Овај спомен подигоше му
синови Обрад и Драгиша и кћи Драга
Споменик Богосаву Стојановићу (†1925)
БОГОСАВ Стојановић из Ртара
пож. 60 г.
умро 21 апр. 1925 г.
Спомен му подиже жена Павлија
и син Живко
Споменик Русинки Стојановић (†1931) и једногодишњој деци Милијанку и Милени
Овде почива
РУСИНКА
супруга Крстомира Стојановића
која поживи 27 год
а умре 1931 г
и
МИЛИЈАНКО
син Крстомира и Русинке
поживи 1 годину
МИЛЕНА
кћи Крстомира и Русинке
која поживи 1 год.
Спомен подигоше супруг и отац Крстомир
ћерка и сестра Миљанка и зет Душан
Споменик Павлу Стојановићу (†1947)
ПАВЛЕ Стојановић
рођ. 7 априла 1908
унапређен у чин официра 1933 г.
био у заробљеништву
умро 21.XI.1947.
под. брат Мијаљко
Споменик Павлији Стојановић (†1947)
Овде почива
ПАВЛИЈА
супруга пок. Богосава Стојановића из Ртара
поживи часно 59 година
а умре 7 априла 1947 године.
Овај спомен подиже јој син Живко
и сна Миломирка.
Споменик Живки Стојановић (†1951)
Ево гроба одморита двора
где одмара тело од умора
ЖИВКА супруга Радосава Стојановића
која часно поживи 72 г
престави се у вечни живот 6 децем. 1951
Спомен овај подигоше
синови Мијаљко и Милојко
ПАВЛЕ Стојановић
рођен 1908 г.
а као поручник ратни заробљеник
умро 21. новембра 1947 год.